# Loro Boriçi Stadion
A Loro Boriçi Stadion (albánul: Stadiumi Loro Boriçi, korábbi nevén Vojo Kushi Stadion, albánul: Stadiumi Vojo Kushi) egy multifunkcionális stadion Albániában, Shkodra városában. Leggyakrabban labdarúgó-mérkőzéseket rendeznek itt, a KS Vllaznia Shkodër csapatának otthona.

## A stadion története
A stadion 1947-ben épült és Vojo Kushi Stadion néven nyitották meg 1952. május 1-jén. Új nevét Loro Boriçi, az 1940-es és 1950-es évek leghíresebb albán játékosának tiszteletére kapta. Boriçi játszott az olasz élvonalbeli SS Lazio csapatában is, 24 alkalommal szerepelt az albán válogatottban, amelynek később szövetségi kapitánya is volt. 2001-ben a stadiont korszerűsítették és kibővítették a lelátók férőhelyeit.
2015. május elején megkezdték a stadion felújítási munkálatait, amelyeknek az Albánia és Szerbia közötti, 2015. október 8-i nemzetközi mérkőzésre kellett volna elkészülnie, de a munkálatok elhúzódtak, így végül csak a 2016. augusztus 31-én játszott Marokkó elleni felkészülési találkozóra készült el. A stadion 15 919 néző befogadására képes.

## A stadionban játszott válogatott mérkőzések

### Albánia
Albánia 2003. március 29-én játszotta itt első mérkőzését Oroszország ellen és 3–1-re győzött.
| #   | Dátum               | Versenysorozat             | Ellenfél      | Végeredmény | Nézőszám | Forrás |
| --- | ------------------- | -------------------------- | ------------- | ----------- | -------- | ------ |
| 1.  | 2003. március 29.   | Európa-bajnoki selejtező   | Oroszország   | 3–1         | 16,000   | [ 6 ]  |
| 2.  | 2007. február 7.    | Felkészülési mérkőzés      | Macedónia     | 0–1         | 7000     | [ 7 ]  |
| 3.  | 2007. március 24.   | Európa-bajnoki selejtező   | Szlovénia     | 0–0         | 12000    | [ 8 ]  |
| 4.  | 2011. augusztus 10. | Felkészülési mérkőzés      | Montenegró    | 3–2         | 5000     | [ 9 ]  |
| 5.  | 2016. augusztus 31. | Felkészülési mérkőzés      | Marokkó       | 0–0         | n/a      | [ 10 ] |
| 6.  | 2016. szeptember 5. | Világbajnoki selejtező     | Macedónia     | 2–1         | 14667    | [ 11 ] |
| 7.  | 2016. október 9.    | Világbajnoki selejtező     | Spanyolország | 0–2         | 15425    | [ 12 ] |
| 8.  | 2017. október 9.    | Világbajnoki selejtező     | Olaszország   | 0–1         | 14718    | [ 13 ] |
| 9.  | 2018. november 17.  | 2018–19-es Nemzetek Ligája | Skócia        | 0–4         | 8632     | [ 14 ] |
| 10. | 2019. március 22.   | Európa-bajnoki selejtező   | Törökország   | 0–2         | 11730    | [ 15 ] |

### Koszovó
Amíg a Mitrovica és Priština stadionok felújítás alatt álltak, a koszovói válogatott itt játszotta a 2018-as világbajnokság selejtezős mérkőzéseit. 2016. október 6-án az itt rendezett első mérkőzésen Koszovó 6–0 arányban kikapott Horvátországtól.
| #  | Dátum               | Versenysorozat         | Ellenfél     | Végeredmény | Nézőszám | Forrás |
| -- | ------------------- | ---------------------- | ------------ | ----------- | -------- | ------ |
| 1. | 2016. október 6.    | Világbajnoki selejtező | Horvátország | 0–6         | 14612    | [ 16 ] |
| 2. | 2017. március 24.   | Világbajnoki selejtező | Izland       | 1–2         | 6832     | [ 17 ] |
| 3. | 2017. június 11.    | Világbajnoki selejtező | Törökország  | 1–4         | 6000     | [ 18 ] |
| 4. | 2017. szeptember 5. | Világbajnoki selejtező | Finnország   | 0–1         | 2446     | [ 19 ] |
| 5. | 2017. október 6.    | Világbajnoki selejtező | Ukrajna      | 0–2         | 1261     | [ 20 ] |

## További információ
- Loro Boriçi Stadion a Facebookon
- Loro Boriçi Stadion, EU-Football.info